# محمد إدريس عبد الله حشمه
محمد إدريس عبد الله حشمه مؤسس ومالك مؤسسة الاسبق للإنشاءات العامة. من رواد الإنشاءات المعمارية في المملكة العربية السعودية ومصمم معماري. من أعماله تصميم وتنفيذ مستشفى جدة الأهلي - وتنفيذ مسلخ الرياض الحديث وسوق المواشي بالخرج.

## نبذة عن مؤسسة الاسبق للإنشاءات العامة
خلال عقد من الزمن هو عمر المؤسسة منذ تأسيسها عام 2000 ميلادي ساهمت في تنفيذ العديد من المشاريع الحيوية الخاصة مما وضعها في مكانة مرموقه بين المنشاءات العاملة في نفس المجال، ومما لا شك فيه ان المملكة تعيش نهضة عمرانية واقتصاديه توازي طفرة سبعينيات القرن الماضي لذا وبروئ مستقبليه قامت المؤسسة بمواكبة النهضة الحديثة وتم تطوير المؤسسة بعقد تحالفات مع جهات متخصصه في مجال الهندسة والإنشاءات لتوفير أقصى معايير الجودة في اعمالها ومشاريعها مما اكسبها خبرة ً أكبر في إنجاز المشاريع بدرجات عاليه في الدقة والإتقان.